# Geronimo (Oklahoma)
Geronimo é uma cidade  localizada no estado norte-americano de Oklahoma, no Condado de Comanche.

## Demografia
Segundo o censo norte-americano de 2000, a sua população era de 959 habitantes.
Em 2006, foi estimada uma população de 925, um decréscimo de 34 (-3.5%).

## Geografia
De acordo com o United States Census Bureau tem uma área de
1,4 km², dos quais 1,4 km² cobertos por terra e 0,0 km² cobertos por água. Geronimo localiza-se a aproximadamente 338 m acima do nível do mar.

## Localidades na vizinhança
O diagrama seguinte representa as localidades num raio de 28 km ao redor de Geronimo.